# Vaghouas
Vaghouas (en arménien Վաղուհաս, en azéri Qozlu) est une communauté rurale de la région de Martakert, au Haut-Karabagh. Elle compte 638 habitants en 2005.